# Kampsportsfilm
Kampsportsfilmer är en undergenre till actiongenren. Genren härstammar från den kinesiska och japanska filmindustrin i början på 1900-talet, men det var inte förrän i början på 1970-talet då den fick en mer global popularitet. Förutom actionpackade scener tar kampsportsfilmer även upp ämnen som österländsk filosofi och personlig utveckling. Några filmer som handlar om kampsport är till exempel Karate Kid: Sanningens ögonblick, Kung Fu Panda, Kiss of the Dragon och Fist of Fury. Bruce Lee och Jackie Chan är två skådespelare som har hållit på med kampsportsfilmer.